# 데스크톱 매니지먼트 인터페이스
데스크톱 매니지먼트 인터페이스(Desktop Management Interface, DMI)는 데스크톱, 노트북 또는 서버 컴퓨터에서 컴퓨터 부품을 관리하고 추적하기 위한 표준 소프트웨어 프레임워크를 생성하며, 이러한 구성 요소를 관리하는 소프트웨어로부터 추상화한다. DMI 2.0 버전(1998년 6월 24일)의 개발은 디스트리뷰티드 매니지먼트 태스크 포스(DMTF)가 데스크톱 관리 표준으로 나아간 첫 발걸음이었다.
DMI가 도입되기 전에는 개인용 컴퓨터의 구성 요소에 대한 세부 정보를 제공할 수 있는 표준화된 정보원이 없었다.
일반 정보 모델(CIM)과 같은 DMTF 기술의 빠른 발전으로 인해 DMTF는 DMI에 대한 "수명 종료" 프로세스를 정의했으며, 이는 2005년 3월 31일에 종료되었다.
1999년부터 마이크로소프트는 OEM 및 바이오스 공급업체가 마이크로소프트 인증을 받기 위해 DMI 인터페이스/데이터셋을 지원하도록 요구했다.

## DMI와 SMBIOS
DMI는 시스템 매니지먼트 바이오스(SMBIOS) 데이터를 포함한 시스템 데이터를 관리 소프트웨어에 노출하지만, 두 사양은 독립적으로 작동한다.
DMI는 SMBIOS와 혼동되는 경우가 많으며, SMBIOS는 초기 개정판에서 실제로 DMIBIOS라고 불렸다.

## 선택적 추가 서비스: MIF 데이터 및 MIF 루틴
소프트웨어가 백그라운드에 상주하는 메모리 상주 에이전트에 질의하면, 에이전트는 MIF(관리 정보 형식)로 데이터를 전송하거나 MIF 루틴을 활성화하여 응답한다. MIF의 정적 데이터에는 모델 ID, 일련 번호, 메모리 및 포트 주소와 같은 항목이 포함된다. MIF 루틴은 메모리를 읽고 그 내용을 보고할 수 있다.

## DMI와 SNMP
DMI는 SNMP 및 기타 관리 프로토콜과 공존할 수 있다. 예를 들어, SNMP 질의가 도착하면 DMI는 MIF의 데이터로 SNMP MIB를 채울 수 있다. 단일 워크스테이션 또는 서버는 SNMP 모듈을 포함하고 DMI 지원 머신의 전체 LAN 세그먼트에 서비스를 제공하는 프록시 에이전트 역할을 할 수 있다.

## 같이 보기
- dmidecode
- 데스크톱 관리
- lspci
- 시스템 매니지먼트 바이오스
- Web-Based Enterprise Management (WBEM)
- WS-Management

## 추가 자료
- Tunstall, Craig; Gwyn Cole (2003). 《Developing WMI Solutions: A Guide to Windows Management Instrumentation》. Addison-Wesley Professional. ISBN 0201616130.